# Визи, Джон, 2-й виконт де Вески
Достопочтенный Джон Визи, 2-й виконт де Вески и 3-й барон Кнаптон (англ.  John Vesey, 2nd Viscount de Vesci and 3rd Baron Knapton; 16 февраля 1771 — 19 октября 1855) — англо-ирландский политик и пэр.

## Биография
Родился 16 февраля 1771 года. Старший сын Томаса Визи, 1-го виконта де Вески (1735—1804), и его жены Селины Элизабет Брук (ок. 1753—1786), дочери сэра Артура Брука, 1-го баронета, и Маргарет Фортескью.
Джон Визи заседал в Ирландской палате общин от Мэриборо в 1796—1798 годах.
13 октября 1804 года после смерти своего отца Джон Визи унаследовал титулы 2-го виконта де Вески из Эбби-Лейкс в графстве Куинс (Пэрство Ирландии), 3-го барона Кнаптона в графстве Куинс (Пэрство Ирландии) и 4-го баронета Визи (Баронетство Ирландии).
В 1839 году лорд де Вески был избран своими коллегами-пэрами в британскую палату лордов в качестве ирландского пэра-представителя. С 1831 года по 1855 год он занимал должность первого лорда-лейтенанта графства Куинс.
Около 1790 года Джон Визи спланировал и построил новый город Аббилейкс, поскольку первоначальное поселение подверглось наводнению из-за реки Нор . Старое поселение было снесено, а жители переехали в новый город. Он был сострадательным и добросовестным землевладельцем и был чрезвычайно щедр к местным жителям в трудные голодные годы. Фонтан в память о Джоне Визи стоит на Рыночной площади Аббилейкса. Карта, заказанная Джоном Визи в 1828 году, на которой показаны владения поместья Аббилейкс, была обнаружена спустя почти 200 лет и выставлена на аукцион в 2016 году.

## Семья
25 августа 1800 года Джон Визи женился на Фрэнсис Летиции Браунлоу (? — 6 июня 1840), пятой дочери своего двоюродного деда Уильяма Браунлоу и Кэтрин Холл. У супругов было трое детей:
- Томас Визи, 3-й виконт де Вески (21 сентября 1803 — 23 декабря 1875), старший сын и преемник отца.
- Достопочтенный Уильям Джон Визи (12 августа 1806 — 3 августа 1863), в 1837 году он женился на Изабелле Элизабет Браунлоу.
- Достопочтенная Кэтрин Визи (? — 27 февраля 1882), в 1833 году она вышла замуж за своего кузена, подполковника Патрика Джона Наджента[4], от брака с которым у неё было четверо детей.

Виконт де Вески скончался 19 октября 1855 года в возрасте 84 лет. Ему наследовал его старший сын Томас.